# Роналд Еванс
Роналд Елвин Еванс (на английски: Ronald Ellwin Evans, Jr.) (роден на 10 ноември 1933 – починал на 7 април 1990 год) е капитан от USN и астронавт от НАСА. Един от 24-та астронавти летели до Луната.

## Образование
Роналд Евънс е завършил Highland Park High School в Топика, Канзас, със специалност технически науки и Университета на Канзас със степен бакалавър по електроинженерство през 1956 г. През 1964 г., вече на служба в USN, завършва Военноморската академия със степен магистър по инженерна физика.

## Военна кариера
През юни 1957 г., Р. Еванс завършва летателно училище и получава квалификация „морски летец“. Зачислен е в ескадрила VF51 на самолетоносача Тайкондерога (USS Ticonderoga). Лети на реактивен изтребител F-8 Crusader. По време на войната във Виетнам в продължение на седем месеца участва в бойните операции. По време на кариерата си има общ нальот от 5100 полетни часа, от които 4600 часа на реактивни самолети.

## Служба в НАСА
Еванс е избран за астронавт в Астронавтска група №5 на 4 април 1966 г. Първото му назначение е в поддържащите екипажи на Аполо 7 и Аполо 11. След това е назначен за пилот на командния модул на Аполо 17. Единственият си космически полет осъществява от 7 до 19 декември 1972 г. Това е последната лунна мисия и първо нощно кацане на космически кораб на лунната повърхност. Р. Еванс остава сам на окололунна орбита в основния блок на Аполо за повече от три дни. По време на полета извършва и две космически разходки, с обща продължителност 1 час, 05 минути, 44 секунди. Последното назначение на Еванс е като пилот на командния модул от дублиращия екипаж на Аполо-Союз.

## След НАСА
Еванс се уволнява от военноморските сили през 1976 г. На следващата година напуска и НАСА. Започва дейност в областта на въгледобивната индустрия. Умира от инфаркт на миокарда на 7 април 1990 г. в Скотсдейл, Аризона. Оставя вдовица и две деца.